# 李賢 (明)

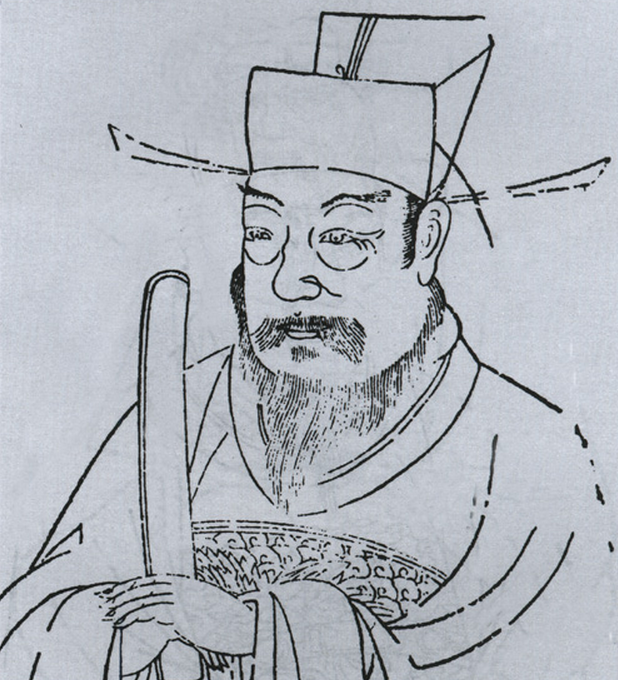
明『三才図会』の「少保李文達公像」

李 賢（り けん、永楽6年（1408年） - 成化2年12月17日（1467年1月22日））は、明の政治家・廷臣。字は原徳。諡号は文達。南陽府鄧州の人。

## 略歴
郷里では天才で知られており、宣徳7年（1432年）に科挙の地方試験である郷試に首席で合格（解元）、宣徳8年（1433年）に進士（合格者99人中24位）となった。正統元年（1436年）には吏部主事に任じられ、後に郎中になる。正統14年（1449年）の土木の変では英宗に従って従軍するが、明軍は土木堡の合戦でエセン・ハーンに大敗・壊滅し、李賢は命からがら逃げ戻った。
景泰年間には兵部右郎中としてなおも政権の中枢に位置した。英宗が奪門の変で天順帝として重祚すると、左侍郎、次いで吏部尚書に任じられて天順年間の朝廷における実力者となった。しかし奪門の変で功のあった石亨や曹吉祥らは李賢の存在を疎み、英宗に讒言して左遷させている。このため石亨と曹吉祥、英宗の後ろ盾を得た李賢による政争が始まり、天順4年（1460年）に甥の石彪が罪を犯したのを理由にして石亨を獄死に追い込み、天順5年（1461年）には曹吉祥と曹欽が反乱を起こすと鎮圧に貢献してその一族を死罪に処して、英宗の権力確立に多大な功績を挙げた。このため、事実上の宰相として英宗より絶大な信任を受けた。
天順8年（1464年）、英宗が崩御した後は、その息子である成化帝に仕えたが、成化2年（1466年）に実父が死去するとその喪に服することを理由にして隠退しようとした。しかし成化帝は隠退を許さず、李賢はやむなく復帰することになる。だがその数月後に急死した。享年59。
隠退を許されずに復職を命じられたというところに、李賢の優秀な政治力と皇帝からの絶大な信任がうかがえる。成化帝はその死を惜しみ、李賢に太師を追贈した。文化人としても優秀で、『鑑古録』や『大明一統志』などの作品がある。程敏政はその娘婿である。